# Bruno Beccaria
Bruno Beccaria (Brescia, 10 febbraio 1915 – Brescia, 8 marzo 2000) è stato un ingegnere, dirigente d'azienda, imprenditore, filantropo e ufficiale italiano.

## Biografia
Nato a Brescia, dove si diplomò al Liceo - Ginnasio "Arnaldo", s'iscrisse al corso d'Ingegneria industriale del Politecnico di Milano, per il quale fece parte di una delegazione ufficiale di studenti inviati in Germania in rappresentanza dell'Italia. Nel 1935, durante gli studi universitari, seguì anche il corso per allievi ufficiali presso la Scuola Allievi Ufficiali di Complemento di Artiglieria di Bra e in seguito fu assegnato al 2º Reggimento Artiglieria Alpina "Tridentina" dal quale venne congedato nel 1937.
Terminati gli studi universitari nel 1938, cominciò a maturare le prime esperienze lavorative presso alcune industrie bresciane, fino a quando nel 1940 venne richiamato alle armi a seguito dell'ingresso del Regno d'Italia nella seconda guerra mondiale
Fu, quindi, inviato come sottotenente del corpo degli alpini presso l'11º reggimento di artiglieria della Guardia alla frontiera di stanza a Savona e prese poi parte alla battaglia delle Alpi Occidentali, dove comandò una batteria di cannoni con il 31º gruppo di artiglieria pesante campale partecipando alla presa della città di Mentone.
Congedato dal Regio Esercito Italiano in quanto tecnico necessario per il sostegno industriale allo sforzo bellico italiano, tornò a lavorare presso alcune fabbriche di Brescia fino a essere assunto nel 1941 presso lo stabilimento dell'OM (azienda allora già di proprietà del Gruppo FIAT) di cui in seguito assunse la responsabilità in qualità di direttore. In quegli anni si sposò con Anna Gabriotti. Divenuto, quindi, nel 1950 direttore generale dell'intera OM, collaborò attivamente con padre Ottorino Marcolini (anch'egli laureato in Ingegneria) a cui lo legava una forte amicizia.
Insieme riuscirono a evitare la chiusura degli impianti dell'OM di Brescia inizialmente pianificata dalla FIAT, esternalizzando (in collaborazione con Giuseppe Camadini) parte delle lavorazioni a cooperative di operai localizzate nella Val Camonica e creando così un settore dell'indotto, che farà da volano all'industria bresciana. I due si impegnarono per lo sviluppo dei progetti dei "Villaggi" (nuovi quartieri residenziali sviluppati nella periferia della città di Brescia), destinati come residenza per gli operai dell'OM, modello poi esteso ad altre aziende ed esportato fino a Torino. Sempre in quel periodo si dedicò direttamente all'istruzione degli operai dell'OM con lezioni serali, che permetteranno ad alcuni di questi di avviare le proprie aziende e di diventare protagonisti dell'economia bresciana.
Nel 1968, a seguito dell'incorporazione dell'OM nella FIAT, venne chiamato dalla famiglia Agnelli a Torino a dirigere la Divisione Veicoli Industriali e Trattori della FIAT, mantenendo al contempo la direzione dell'OM e assumendo, quindi, la responsabilità di tutto il settore diesel FIAT-OM, nonché della consociate francese Unic (con sede a Trappes), per essere poi nominato nel 1971 Vice Direttore Generale del Gruppo FIAT e nel 1974 membro del Consiglio di Amministrazione e del Comitato di Direzione dello stesso.

Nel 1975 provvederà, quindi, al consolidamento dell'intero settore dei veicoli industriali del Gruppo, allora costituito dai marchi Fiat Veicoli Industriali, OM, Lancia Veicoli Speciali, Unic e Magirus-Deutz (con sede a Ulma in Germania) creando nel 1975 l'Iveco di cui sarà amministratore delegato fino al 1978. Cessata l'attività operativa in Iveco, nel 1979 verrà nominato primo presidente della Fiat Automobili, rimanendo, inoltre, membro del Consiglio di Amministrazione del Gruppo FIAT e della stessa IVECO fino al 1982. Sempre per il Gruppo FIAT ricoprì incarichi in Brasile come vice presidente della Fàbrica Nacional de Motores di Rio de Janeiro e consigliere di amministrazione della FIAT-CONCORD di Buenos Aires, fu, inoltre, presidente del CoMaU (Consorzio Macchine Utensili), multinazionale specializzata nella realizzazione di macchine robot per l'impiego industriale.

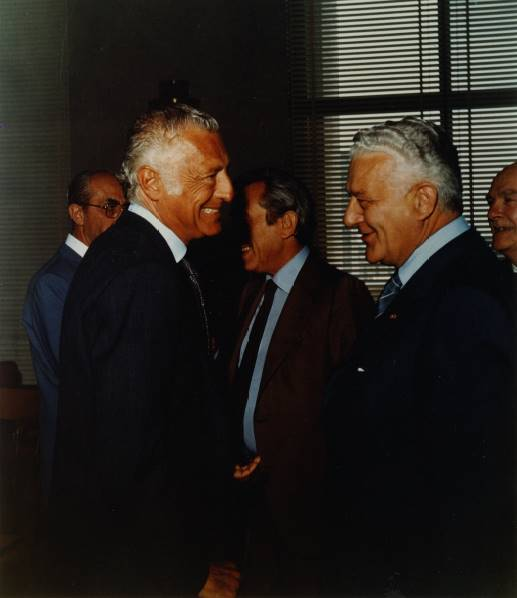
Bruno Beccaria con Gianni Agnelli nel 1977 alla cerimonia per la consegna dell'Ordine al Merito del Lavoro.

Alla fine degli anni settanta acquisì assieme a una cordata di altri imprenditori (tra cui le famiglie Marzotto, Merloni e Nocivelli e la MITTEL di Bazzoli) la Necchi, storica fabbrica di Pavia della quale assunse la carica di presidente e che portò alla quotazione alla Borsa Valori di Milano nel 1985, anno del 150º anniversario della fondazione dell'azienda. Sempre a metà degli anni ottanta acquisì la proprietà del borgo di Gradella.
Attivo filantropo, fu prima tra i promotori e i finanziatori della Fondazione Camillo Golgi (ente bresciano finalizzato alla promozione della ricerca medico–biologica e degli scambi scientifici nell'ambito materno) e in seguito, in memoria della moglie deceduta, fondò presso gli Spedali Civili di Brescia il Centro “Anna Beccaria Gabriotti” (oggi centro "Bruno e Anna Beccaria") per lo studio dell'assistenza intensiva ai bambini trapiantati e nel cui ambito, dopo la sua scomparsa, sarà in seguito istituita e a lui intitolata la relativa biblioteca pediatrica.
Spentosi nella sua casa di Brescia nel 2000, venne sepolto nella tomba della famiglia Beccaria al Cimitero Vantiniano. In tale circostanza Gianni Agnelli, esprimendo il proprio cordoglio alla famiglia e ricordando le tante battaglie combattute insieme, lo definì "il Leone figlio della Leonessa" (riferendosi a Brescia, città nota come la Leonessa d'Italia).
Dal 1959 fino alla sua morte fu socio effettivo dell'Ateneo di Brescia e fu, inoltre, membro del primo consiglio di amministrazione della Società per l'Idrovia Ticino-Milano Nord - Mincio e dell'Istituto tecnico industriale statale Benedetto Castelli.
Il Comune di Brescia ha intitolato alla sua memoria il piazzale antistante la storica sede dell'OM.